# Karl von Prager
Karl Prager, ab 1918 Ritter von Prager (* 23. Oktober 1875 in Warmensteinach; † 31. Januar 1959 in Horn) war ein deutscher  General der Infanterie im Zweiten Weltkrieg.

## Leben

### Familie
Karl war der Sohn des Oberforstrates Heinrich Prager und dessen Ehefrau Ernestine, geborene Kroher. Er verheiratete sich am 16. März 1922 mit Friedl Spitzweg, geborene Horn.

### Militärkarriere
Prager absolvierte im Jahr 1893 am Neuen Gymnasium in Bamberg das Abitur. Im Anschluss trat er am 14. Juli 1894 als Fahnenjunker in das 11. Infanterie-Regiment „von der Tann“ der Bayerischen Armee ein. Vom 1. März 1895 bis 6. Februar 1896 kommandierte man ihn zur Kriegsschule München und befördert ihn im Anschluss am 27. Februar zum Sekondeleutnant. Als solcher absolvierte Prager im Juni 1899 einen Pionier-Übungskurs und wurde den Mai 1900 über zur Militär-Schießschule kommandiert. Am 1. Oktober 1901 folgte seine Versetzung zum Bezirkskommando Regensburg, wo man ihn als Adjutant verwendete. Im Anschluss daran kommandierte man Prager vom 1. Oktober 1903 bis 30. September 1906 an die Kriegsakademie, die ihm die Qualifikation für den Generalstab, die höhere Adjudantur und den Referatsdienst aussprach. Dort erfolgte zwischenzeitlich am 28. Oktober 1905 die Beförderung zum Oberleutnant. Nach kurzzeitigen Truppendienst wurde Prager am 1. Oktober 1907 zur Zentralstelle des Generalstabs kommandiert. Daran schloss sich bis 30. September 1910 seine Kommandierung zum Großen Generalstab nach Berlin an. Zwischenzeitlich hatte man Prager am 22. April 1910 zum Hauptmann befördert und gleichzeitig in die Zentralstelle des Generalstabs versetzt. Vom 26. März 1911 bis 22. Januar 1913 war er im Generalstab des I. Armee-Korps. Anschließend war Prager bis 18. März 1914 im Generalstab der Festung Germersheim tätig und erarbeitete hier einen neuen Armierungs-Entwurf. Er kehrte dann wieder in den Truppendienst zurück und übernahm die 10. Kompanie im 2. Infanterie Regiment „Kronprinz“.

#### Erster Weltkrieg
Diese Kompanie führte er nach Ausbruch des Ersten Weltkriegs in den Gefechten bei Badonviller und Cirey an der Westfront. Prager gab das Regiment am 16. August 1914 ab und wurde in den Generalstab des I. Armee-Korps versetzt. Hier erlebte er die Kämpfe um Saarburg-Metz und Nancy-Épinal sowie die Schlacht an der Somme. Am 23. Oktober 1914 folgte seine Versetzung in den Stab des Generalquartiermeisters in das Große Hauptquartier. An Heilig Abend wurde Prager Erster Generalstabsoffizier der neugebildeten preußischen 79. Reserve-Division. In dieser Funktion wurde er am 11. Januar 1915 zum Major befördert, kämpfte in der Winterschlacht in Masuren und wurde dabei am 8. Februar 1915 verwundet. Nach einem Lazarettaufenthalt wurde Prager dem Generalstab des Gouvernements Ulm zugeteilt und am 6. März 1915 zum Ersten Generalstabsoffizier der neuaufgestellten preußischen 52. Infanterie-Division ernannt. Mit ihr stand er ab Mai 1915 in Stellungskämpfen im Artois und hatte im Sommer wesentlichen Anteil an den Abwehrerfolgen in der Schlacht an der Somme. Am 3. August 1916 wurde Prager von seiner Stellung enthoben, zu den Offizieren in besonderer Stellung versetzt und in den Generalstab der 6. Armee kommandiert. Dorthin wurde er am 14. August 1916 versetzt. Bereits vierzehn Tage später kam Prager als Zweiter Generalstabsoffizier in den Stab der neugebildeten Heeresgruppe „Kronprinz Rupprecht“. Nach Stellungskämpfen im Artois und in Flandern sowie an der Siegfriedfront, rückte Prager am 1. Juni 1917 zum Ersten Generalstabsoffizier auf. Für seine Leistungen während der Frühjahrsschlacht bei Arras, der Dritten Flandernschlacht sowie der Tankschlacht bei Cambrai wurde Prager am 30. November 1917 mit dem Ritterkreuz des Militär-Max-Joseph-Ordens beliehen. Mit der Verleihung war der persönliche Adel verbunden und er durfte sich nach der Eintragung in die bayerische Adelsmatrikel Ritter von Prager nennen. Wilhelm II. würdigte seine Verdienste während der Kämpfe um  Cambrai am 23. Dezember 1917 mit der Verleihung der höchsten preußischen Tapferkeitsauszeichnung, dem Orden Pour le Mérite.
1918 war Prager an den Kämpfen der Deutschen Frühjahresoffensive, den Schlachten an der Lys und um den Kemmel beteiligt, ehe er von der Antwerpen-Maas-Stellung aus nach dem Waffenstillstand von Compiègne die Rückführung der Heeresgruppe in die Heimat organisierte.

#### Weimarer Republik
Nach der Demobilisierung wurde Prager Anfang Februar 1919 in die Zentralstelle des Generalstabs versetzt und Mitte des Monats als bayerischer Militärbevollmächtigter zum Großen Hauptquartier nach Kolberg kommandiert. Am 16. April 1919 wurde Prager in die Vorläufige Reichswehr übernommen und zum Chef des Generalstabs des Reichswehr-Gruppenkommandos 4 ernannt. In dieser Funktion war er an der Niederschlagung der Münchner Räterepublik beteiligt. Am 18. Dezember 1920 wurde Prager mit Rangdienstalter vom 1. Oktober 1920 zum Oberstleutnant befördert und als solcher am 1. Februar 1921 Bataillonskommandeur im 19. (Bayerisches) Infanterie-Regiment. Zwischenzeitlich war Prager von 1920 bis zur Verabschiedung des Wehrgesetzes vom 23. März 1921, dass die gesetzliche Grundlage für die Reichswehr bildete, Mitglied der Kommission, die dieses Gesetz erarbeitete.
Vom 15. Juni 1921 bis 31. März 1922 war er im Regimentsstab tätig und wurde anschließend als Chef der Heeres-Ausbildungsabteilung (T 4) in das Reichswehrministerium nach Berlin versetzt. In dieser Funktion folgte am 1. Juli 1922 seine Beförderung zum Oberst. Prager trat dann am 1. Februar 1925 in den Truppendienst zurück und wurde Kommandeur des 19. (Bayerisches) Infanterie-Regiments. Nach zweijähriger Dienstzeit gab er das Regiment ab, wurde zum Generalmajor befördert und zum Inspekteur der Infanterie (In 2) im Reichswehrministerium ernannt. Zwischenzeitlich am 1. Februar 1929 zum Generalleutnant befördert, wurde Prager ab 31. Januar 1931 unter Verleihung des Charakters als General der Infanterie aus dem Militärdienst verabschiedet. Nach seiner Verabschiedung erhielt Prager das Recht, die Generalsuniform des 19. (Bayerisches) Infanterie-Regiments zu tragen.

#### Zweiter Weltkrieg
Vor dem Beginn des Zweiten Weltkriegs stellte man Prager am 26. August 1939 zur Verfügung des Heeres der Wehrmacht. Bis 5. November 1939 fungierte er als Kommandierender General des XXVII. Armeekorps und anschließend als Kommandierender General des XXV. Armeekorps. In dieser Stellung war Prager an den Kämpfen am Oberrhein beteiligt und erhielt am 1. September 1940 das Patent zu seinem Dienstgrad. Zum 30. April 1942 wurde er von seinem Posten abgelöst, in die Führerreserve versetzt und seine Mobilmachungsbestimmung schließlich am 30. Juni 1942 aufgehoben.
Nach dem schweren Luftangriffen auf München war Prager im Juli 1944 ausgebombt und zog nach Horn, wo er 1959 verstarb.

### Auszeichnungen
- Kronenorden VI. Klasse[4]
- Eisernes Kreuz (1914) II. und I. Klasse[4]
- Ritterkreuz des Königlichen Hausordens von Hohenzollern mit Schwertern[4]
- Bayerischer Militärverdienstorden III. Klasse mit Schwertern[4]
- Bayerisches Dienstauszeichnungskreuz II. Klasse[4]
- Ritterkreuz I. Klasse des Albrechts-Ordens mit Schwertern[4]
- Ritterkreuz I. Klasse des Ordens vom Zähringer Löwen[4]
- Hanseatenkreuz Hamburg, Bremen, Lübeck[4]
- Mecklenburgisches Militärverdienstkreuz II. Klasse[4]
- Braunschweiger Kriegsverdienstkreuz II. Klasse[4]
- Eiserner Halbmond[4]
- Kommandeur des Bulgarischen Militär-Verdienstordens[4]